# António da Costa Contreiras
António da Costa Contreiras (Alcarias, Ourique, 19 de Maio de 1910 - São Bartolomeu de Messines, 19 de Abril de 2014) foi um médico português. 

## Biografia

### Nascimento e educação
António da Costa Contreiras nasceu no sítio de Alcarias, na freguesia de Alcarias, parte do concelho de Ourique, em 19 de Maio de 1910. Filho de lavradores abastados, iniciou os seus primeiros estudos na casa de uma avó em Garvão, mas não chegou a fazer o exame da instrução primária. Por volta dos 19 anos, foi para Coimbra para estudar com uma professora particular, e no mesmo ano fez os exames para os ensinos primário e liceal. Terminou o seu curso do liceu em Faro, e depois regressou a Coimbra para estudar medicina na Universidade, tendo-se licenciado em 1942.

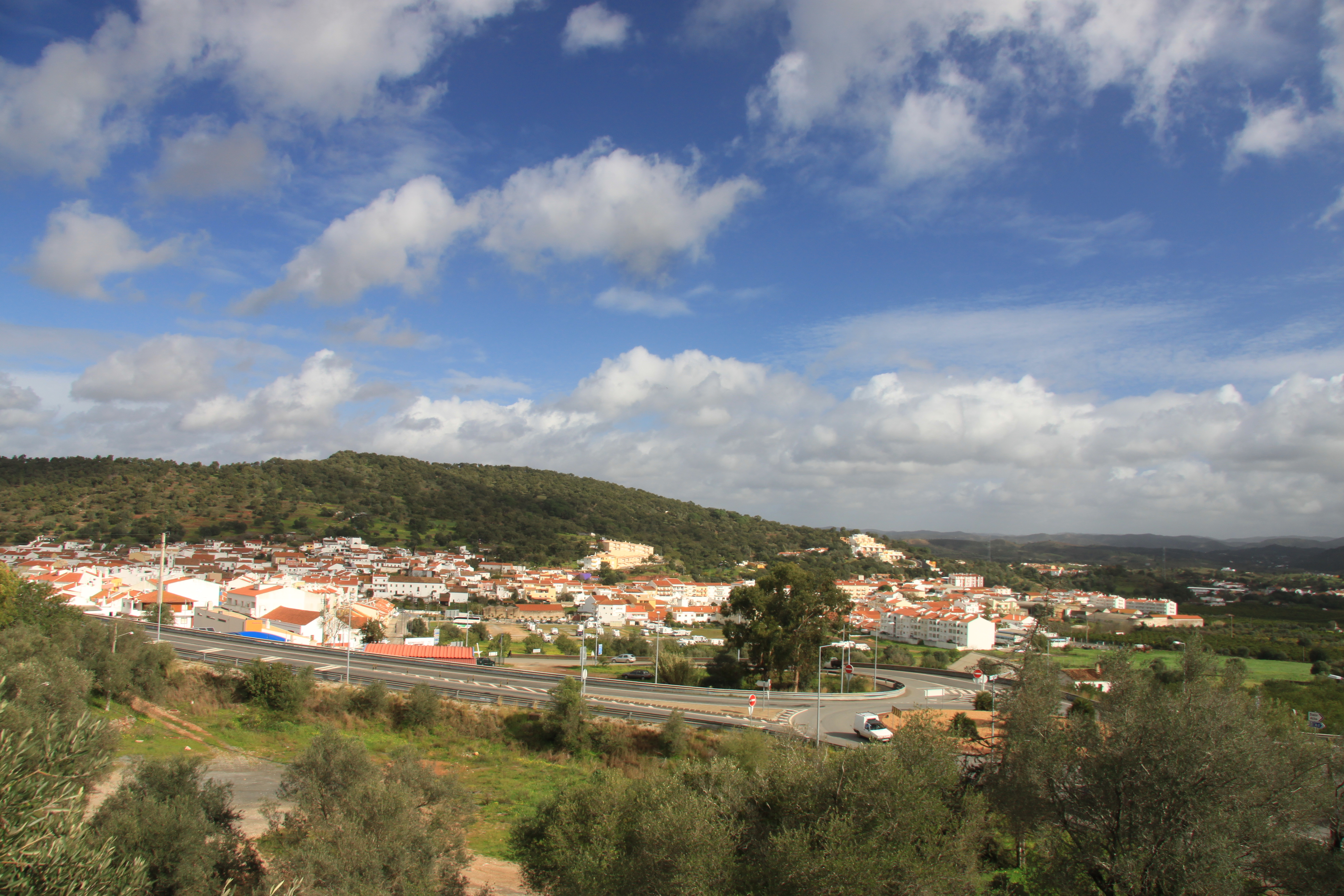
São Bartolomeu de Messines.

### Carreira profissional
Iniciou a sua carreira na medicina em Ourique, onde foi um dos responsáveis pela construção de uma escola primária em Alcaria. Cerca de três anos depois foi colocado em São Marcos da Serra, e em 1949 foi transferido para São Bartolomeu de Messines. Residiu igualmente por alguns anos em Armação de Pêra. Em 1956, casou com Maria de Lourdes Vaz Mascarenhas Pimenta.
António da Costa Contreiras exerceu como director na Santa Casa da Misericórdia em Silves, onde ofereceu os terrenos para a construção de vários edifícios de apoio social. Em São Bartolomeu de Messines, foi um dos fundadores dos Bombeiros Voluntários, onde também colaborou, e foi um dos responsáveis pela criação da Sociedade Columbófila, em 1954. Também doou os terrenos necessários para a expansão do adro da Ermida de Nossa Senhora da Saúde, em São Bartolomeu de Messines, na transição para o século XXI.

### Falecimento e família
Faleceu em 19 de Abril de 2014, em São Bartolomeu de Messines, tendo sido organizado um cortejo fúnebre até à vila de Conceição, acompanhado pelos Bombeiros Voluntários. Ficou viúvo em 1994. Teve dois filhos.

## Homenagens
O nome de António da Costa Contreiras foi colocado na Escola básica 2/3 de Armação de Pêra, e em ruas nas localidade de Alcaria e São Bartolomeu de Messines.